# Euplectrus medanensis
Euplectrus medanensis är en stekelart som beskrevs av Crawford 1911. Euplectrus medanensis ingår i släktet Euplectrus och familjen finglanssteklar.
Artens utbredningsområde är:
- Guinea.
- Nigeria.

Inga underarter finns listade i Catalogue of Life.